# Анизофиллеевые
Анизофиллеевые (лат. Anisophylleaceae) — семейство цветковых растений, содержащее 4 рода. Согласно системе APG II, оно относится к порядку тыквоцветные. Однако это семейство является достаточно изолированным от других семейств данного порядка. В то же время некоторые детали строения цветка сближают это семейство с родом Ceratopetalum, семейство кунониевые, порядок кисличноцветные. Некоторые детали строения древесины анизофиллеевых имеют более примитивный характер, чем у других тыквоцветных.
Раньше, в 1997 году, А. Л. Тахтаджян выделил это семейство в собственный порядок анизофиллеецветные (Anisophylleales).

## Ареал
Представители семейства анизофиллеевые — пантропические растения. Они произрастают во влажных тропических лесах и болотах Америки, Африки и Азии.

## Ботаническое описание

### Жизненная форма
Это кустарники или деревья небольших и средних размеров.

### Листья
Листья с пальчатым жилкованием, кожистые, цельнокрайные, часто асимметричные у основания. Имеются мелкие прилистники или их нет совсем. Листорасположение может быть очередным, спиральным или двурядным; листья также могут быть собраны по четыре, как у анизофиллеи (Anisophyllea). Парные листья могут иметь различную форму и размер.

### Цветки
Цветки анизофиллеевых мелкие, 3- или 5-членные. Они, как правило, собраны в пазушные кисти или метёлки. Строение цветков широко варьирует, у большинства видов они однополые, и лишь комбретокарпус (Combretocarpus) имеет гермафродитные цветки.

### Плоды и семена
Завязь нижняя, 3- или 4-гнёздная, превращается в костянку или крылатку, как у комбретокарпуса (Combretocarpus). Плоды обычно односемянные, но у поги (Poga) они 3-4-семянные.

## Таксономия
В семействе анизофиллеевые выделяют следующие роды и виды:
- Anisophyllea — Анизофиллея
  - Anisophyllea apetala
  - Anisophyllea beccariana
  - Anisophyllea cabole
  - Anisophyllea chartacea
  - Anisophyllea cinnamomoides
  - Anisophyllea corneri
  - Anisophyllea curtisii
  - Anisophyllea disticha
  - Anisophyllea ferruginea
  - Anisophyllea globosa
  - Anisophyllea grandis
  - Anisophyllea griffithii
  - Anisophyllea impressinervia
  - Anisophyllea nitida
  - Anisophyllea quangensis
  - Anisophyllea polyneura
  - Anisophyllea reticulata
  - Anisophyllea rhomboidea
- Poga — Пога
  - Poga oleosa
- Combretocarpus — Комбретокарпус
  -  Combretocarpus motleyi
  -  Combretocarpus rotuodatus
- Polygonanthus — Полигонантус
  - Polygonanthus amazonicus
  - Polygonanthus punctulatus